# June Wayne
June Wayne (Chicago, 1918 — Los Angeles, 2011) est une peintre, lithographe, innovatrice en matière de tapisserie, éducatrice et militante américaine. Elle a fondé l'atelier de lithographie Tamarind en 1960, une imprimerie à but non lucratif alors basée à Los Angeles et dédiée à la revitalisation de la lithographie dans le pays.

## Biographie

### Jeunesse et carrière artistique
June Claire Kline naît à Chicago le 7 mars 1918 de Dorothy Alice Kline et Albert Lavine, dont le mariage prend fin peu après la naissance de June. Elle est alors élevée par sa mère célibataire et sa grand-mère célibataires, toutes deux réfugiées du violent antisémitisme et des pogroms de Biélorussie et de l'Empire russe. June aspire à devenir une artiste très tôt et abandonne l'école secondaire à l'âge de quinze ans pour poursuivre cet objectif. Bien qu'elle n'ait pas de formation artistique formelle, elle commence à peindre et tient sa première exposition à la Boulevard Gallery de Chicago en 1935,. À l'âge de dix-sept ans, elle expose ses aquarelles sous le nom de June Claire. Elle expose à nouveau des peintures à l'huile et des aquarelles l'année suivante, à l'invitation du Palais des beaux-arts de Mexico. En 1938, elle est employée comme artiste pour le projet Easel de la Works Progress Administration à Chicago.
En 1939, June Claire Kline s'installe à New York, où elle travaille comme créatrice de bijoux (en) le jour et continue à peindre pendant son temps libre. Elle épouse le chirurgien de l'armée de l'air George Wayne — dont elle prend le patronyme — en 1940, mais deux ans plus tard, il est déployé pour servir en Europe lors de la Seconde Guerre mondiale. Pendant ce temps, June Wayne s'installe d'abord à Los Angeles et apprend l'illustration de production au California Institute of Technology, où elle reçoit une formation pour travailler à la conversion de plans en dessins pour l'industrie aéronautique,. On lui propose ensuite un emploi de rédactrice de continuité musicale et de messages de propagande de guerre pour la station de radio WGN à Chicago, où elle s'installe à nouveau. Elle retourne à Los Angeles lorsque son mari est de retour aux États-Unis en 1944. Le couple divorce en 1960, mais l'artiste continue à utiliser « June Wayne » comme identité professionnelle pour le reste de sa vie,.
À la fin de la Seconde Guerre mondiale, Wayne retourne à Los Angeles et devient un membre actif de la scène artistique californienne. Tout en continuant à peindre et à exposer, elle se lance dans la lithographie en 1948 dans l'atelier de Lynton Richards Kistler, produisant d'abord des lithographies basées sur ses peintures, puis développant une nouvelle imagerie. En 1957, Wayne se rend à Paris pour collaborer avec le maître-imprimeur français Marcel Durassier, d'abord sur des lithographies illustrant les sonnets d'amour du poète anglais John Donne, puis sur un livre d'artiste également basé sur la poésie de Donne,. « Son livre d'artiste Songs and Sonets, achevé en décembre 1958, était l'un des premiers de la tradition parisienne à être produit par un Américain, d'autant plus par une Américaine. » Wayne produit finalement 123 exemplaires du livre terminé, dont l'un suscite l'intérêt de Wilson MacNeil Lowry, directeur des programmes d'arts et d'humanités à la Fondation Ford.

### Le Tamarind Lithography Workshop

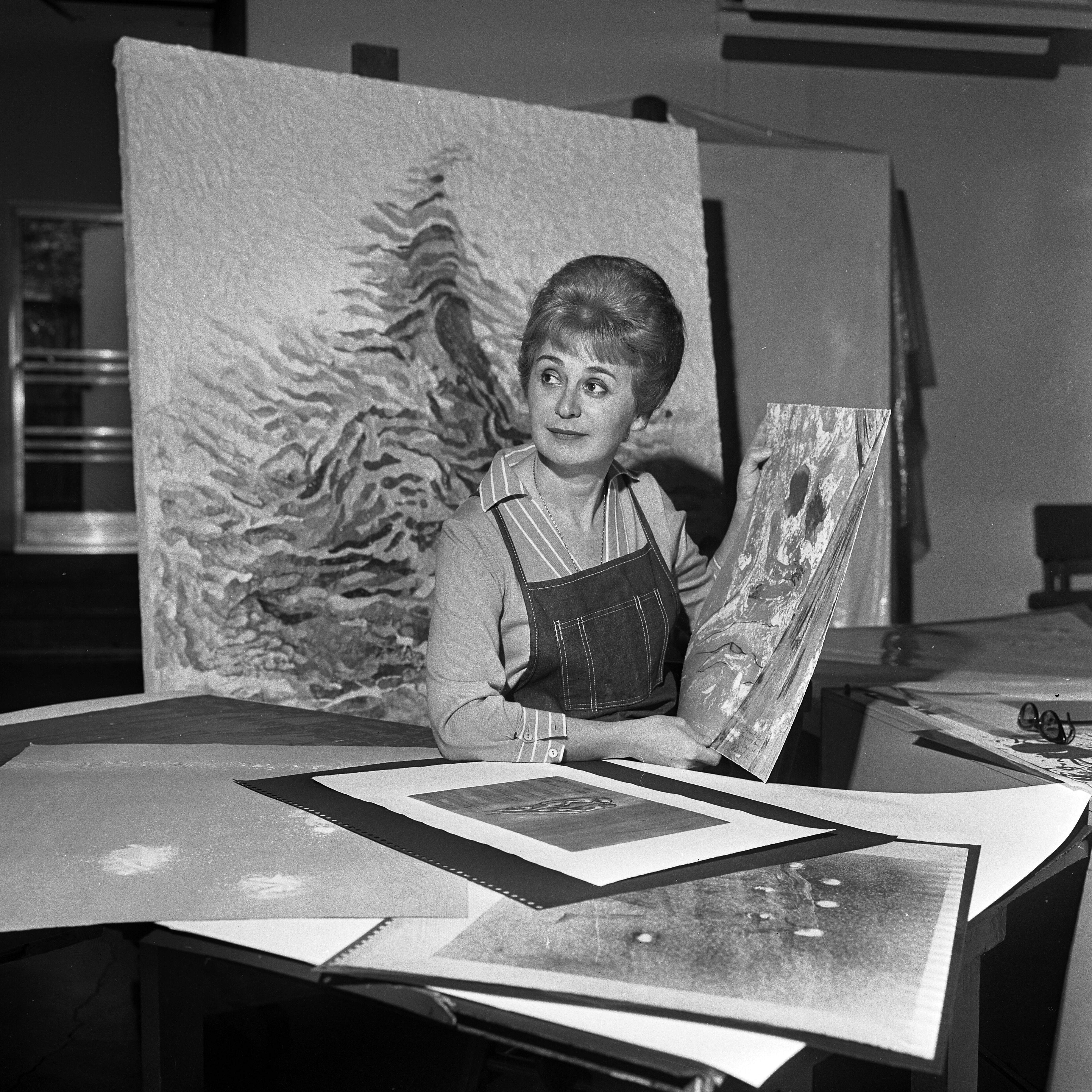
June Wayne à l'atelier Tamarind, en 1965.

Lorsque Wayne rencontre Lowry en 1958, elle exprime sa frustration de devoir aller en Europe pour trouver des collaborateurs pour ses projets de lithographie, la gravure étant à l'époque aux États-Unis plus associée aux affiches qu'aux beaux-arts. Lowry lui suggère de soumettre une proposition à la Fondation Ford afin de trouver des fonds pour revitaliser la lithographie aux États-Unis,. Ainsi, avec l'aide de la fondation, Wayne ouvre le Tamarind Lithography Workshop (atelier de lithographie Tamarind, nommé d'après l'emplacement de la rue à Hollywood), en 1960. Wayne en est la directrice, soutenue par le peintre et graveur Clinton Adams dans le rôle de directeur associé et Garo Antreasian dans le rôle de maître imprimeur et directeur technique.
Le Tamarind a inspiré une renaissance de l'estampe américaine et mondiale. Wayne insiste sur l'utilisation de papiers fins, de petits tirages et sur l'intégrité de la publication, afin d'affirmer que les estampes sont une forme d'art.
Les artistes, dont certains sont ou deviendront des artistes de premier plan, sont invités à des résidences de deux à trois mois au Tamarind, où ils travaillaient avec des maîtres imprimeurs, tant américains qu'européens, pour produire des lithographies. L'atelier Tamarind est une institution éducative destinée à enseigner la lithographie aux imprimeurs et artistes américains. June Wayne, très consciente de la sous-représentation des femmes et des Afro-Américains dans le monde de l'art, s'efforce d'en inclure un grand nombre dans la liste de Tamarind, ce qui est rare à l'époque. L'idée toujours d'actualité au XXIe siècle de la collaboration imprimeur américain/artiste est née avec June Wayne à l'atelier Tamarind. En 1970, estimant que sa mission était accomplie, June Wayne démissionne de son poste de directrice et fait en sorte que l'atelier soit transféré en 1970 à l'Université du Nouveau-Mexique, à Albuquerque, où il se trouve encore aujourd'hui sous le nom de Tamarind Institute.

### Innovations en tapisserie
En 1971, après le transfert de l'atelier de lithographie Tamarind à l'université du Nouveau-Mexique, Wayne se rend en France. Elle a des liens profonds avec ce pays depuis sa série John Donne dans les années 1950, et y a développé des amitiés avec des maîtres imprimeurs tels que Marcel Durassier. À la recherche de nouveaux médias, et encouragée par son amie Madeleine Jarry, inspectrice principale du Mobilier national et des manufactures des Gobelins et de Beauvais, Wayne commence à concevoir des tapisseries en France, dans la célèbre manufacture des Gobelins,. « La participation de June Wayne à tous les aspects du processus de création de la tapisserie a été totale, c'est-à-dire qu'elle ne s'est pas contentée de remettre ses dessins grandeur nature à l'un des trois studios chargés de sélectionner les fils de laine et de les filer. Les décisions relatives à leur épaisseur et à leur plis l'ont également préoccupée, de même que les questions relatives à la précision des nuances et des teintes lors de la teinture des fils, le jeu d'ombre et de lumière créé par les points individuels et les intersections où les fils de chaîne et de trame interagissent. Elle a également réalisé les dessins à l'échelle réelle, en les collant sur du drap musulman pour plus de durabilité.  Même après que tous les aspects aient été décidés, elle n'a pas disparu, laissant les tisserands livrés à eux-mêmes. Au contraire, elle revenait souvent pour vérifier leur travail et s'assurer que tout progressait comme elle l'avait envisagé. »
Au cours de sa collaboration avec les ateliers français, Wayne crée douze dessins de tapisserie, tous ayant moins de quatre exemplaires, et certains ayant été détruits, n'étant pas à son goût. Dans les dessins de tapisserie, Wayne continue à exprimer sa fascination pour les liens entre l'art, la science et la politique, créant souvent des dessins basés sur des images initialement produites dans d'autres médias. En utilisant des tapisseries pour véhiculer des thèmes contemporains, June Wayne se comporte de manière caractéristique comme « une artiste intrépide, aux multiples facettes, qui n'acceptait aucune limite et qui s'aventurait vers tout ce qui l'intriguait, la fascinait ou lui plaisait ». « Les tapisseries de June Wayne, magistrales dans leur conception et extraordinaires dans leur beauté raffinée et leur exécution, représentent ses décennies de recherche sur l'intersection de l'art et de la science », selon James Cuno, en tant que président et directeur de l'Art Institute of Chicago. Le conservateur Bernard Kester a repris les observations de Wayne sur le temps : « Elle a choisi la tapisserie parce que l'élément temps contenu dans le processus de tissage lui-même est cumulatif, et reste implicite dans le résultat. Le tissage de la tapisserie est intensif, rythmé et lent. Dans ces caractéristiques, Wayne a trouvé un moyen direct et approprié de transmettre au spectateur un sentiment de temps qui passe, interne au processus. Elle peut conduire le spectateur au-delà du temps réel pour lire certaines œuvres à un rythme accéléré, ou pour en percevoir d'autres dans un temps cosmique étendu. »

### Peinture et techniques mixtes
En 1984, Wayne revient à la peinture, le médium avec lequel elle avait commencé sa carrière à Chicago et à Mexico en tant que jeune artiste. « Dans la série Cognitos (appelée plus tard le Djuna Set), elle a peint sur des toiles préparées des années auparavant par Douglass Howell (en), le papetier accompli, qui a construit des surfaces épaisses et très texturées à partir de mélanges de gesso, de gélatine et de papier ; la moitié d'entre elles ont été peintes sur des peintures existantes. » D'une manière générale, elles font allusion aux atmosphères et aux topographies planétaires, et sont souvent monochromes. Quant à son utilisation fréquente de la couleur noire, Wayne explique : « Pour moi, le noir est la couleur la plus noble. Le noir permet à tout de se produire, et de façon imaginative. Il ne participe pas à ces clichés terrestres sur la signification de la couleur : le rouge est le sang, le bleu le ciel, le vert la terre. De telles hypothèses faussent notre façon de regarder l'art. »
Wayne innove encore dans le domaine de la peinture avec sa série Quake, créée entre 1992 et 1995, qui explore les événements sismiques qui font partie intégrante de la vie en Californie du Sud. Wayne conçoit ses propres « surfaces hautement texturées à partir de modules de styrène utilisés pour l'emballage des caisses d'expédition, l'omniprésente « cacahuète » en polystyrène. Facilement découpés, façonnés, collés et peints, ces modules lui ont permis de composer des champs combinant uniformité et variété. Ils ont également perpétué sa tradition d'utiliser les objets les plus banals pour obtenir des effets esthétiques hors du commun ». Des matériaux similaires ont été utilisés par Wayne dans des toiles ultérieures, notamment dans Propellar, la toile monumentale sur laquelle elle travaillait jusqu'à sa mort en 2011.

### Activisme

#### Mouvement artistique féministe et séminaires «Joan of Art»
June Wayne est particulièrement révoltée par le sexisme dans le monde de l'art : « Quand les femmes seront-elles simplement des artistes au lieu de femmes-artistes ? » Cette conviction motive son engagement dans le mouvement artistique féministe en Californie (en) dans les années 1970. Wayne conçoit et enseigne une série de séminaires de professionnalisation intitulée « Joan of Art » à de jeunes femmes artistes à partir de 1971 environ. Les séminaires de Wayne couvrent divers sujets liés au métier d'artiste professionnel, tels que l'évaluation des œuvres et l'approche des galeries, et comportent des jeux de rôle et des sessions de discussion. Ils encouragent également à la reconnaissance vis-à-vis de la communauté féministe, puisque les diplômées des séminaires de Wayne doivent ensuite enseigner les séminaires à d'autres femmes. L'artiste Faith Wilding (en) a écrit en 1977 qu'après avoir interrogé de nombreux anciens élèves de Wayne, « toutes étaient d'accord pour dire qu'il [le séminaire] avait fait une énorme différence dans leur vie professionnelle et leur carrière, qu'en fait, il avait été le tournant pour certains d'entre eux dans le passage de l'amateurisme au professionnalisme ».
En 1972, Wayne commande — et le Tamarind Institute publie — Sex Differentials in Art Exhibition Reviews : A Statistical Study de Rosalie Braeutigam et Betty Fiske, une étude qui montre l'ampleur des inégalités hommes-femmes. Cette étude examine, à l'aide de données empiriques, l'ampleur de l'inégalité à laquelle sont confrontées les femmes dans les arts. Les périodiques examinés comprenaient notamment le New York Times, le Los Angeles Times, le San Francisco Chronicle, Artforum, ARTnews et Art in America. Cette publication provoque un tollé, le titre typique étant « She Draws Bead on Artworld ». Comme l'a déclaré Wayne : « En 1959, les femmes artistes étaient couvertes par une ligne de texte critique contre 10 000 lignes pour les artistes masculins. ARTnews accordait 99% de sa couverture aux hommes. Nous avons dressé un tableau de cette situation au Tamarind. Les choses n'ont pas beaucoup changé. »
Avec ses collègues artistes Sheila Levrant de Bretteville, Ruth Weisberg (en) et d'autres, Wayne a été l'un des membres fondateurs du Los Angeles Council of Women in the Arts, qui s'est efforcé d'obtenir une représentation égale des femmes artistes dans les expositions des musées. Elle a également fait partie du comité de sélection de l'exposition « Contemporary Issues : Works on Paper by Women », qui a été inaugurée au Woman's Building de Los Angeles en 1977 et qui présentait les œuvres de plus de 200 femmes artistes.
Parmi les élèves de Wayne figurait Faith Bromberg (en), qui allait elle-même s'engager dans le mouvement artistique féministe.
L'œuvre Some Living American Women Artists (1972) de Mary Beth Edelson s'approprie La Cène de Léonard de Vinci, en collant les têtes de femmes artistes connues sur les têtes du Christ et de ses apôtres ; Wayne fait partie de ces femmes artistes connues. Cette image, qui traite du rôle de l'iconographie religieuse et historique de l'art dans la subordination des femmes, est devenue « l'une des images les plus emblématiques du mouvement artistique féministe (en) »,.

#### Activisme en matière de liberté d'expression
Dès ses premières années, Wayne a défendu la liberté d'expression et s'est opposé à la censure de l'État. Après la réélection de Joseph McCarthy au Sénat des États-Unis en 1952, le conseil municipal de Los Angeles adopte par 13 voix contre 1 une résolution qualifiant les artistes modernes d'« outils involontaires du Kremlin ». Wayne assiste aux réunions du Conseil pour s'opposer à la résolution, et aux actions du groupe Sanity in Art. À la même époque, « la ville voulait obliger toute personne qui faisait du mannequinat pour une école d'art à prouver qu'elle n'était pas une prostituée ». En 1990, Wayne a contribué à mener la charge contre les tentatives du républicain Phil Crane et d'autres au Congrès d'abolir le National Endowment for the Arts. Comme Wayne l'a déclaré : « Les artistes sont des contribuables. Nous avons droit à une procédure régulière. Nous avons le droit d'être libres de toute diffamation. Les arts de ce pays font partie des rares flux de trésorerie positifs que nous avons dans le commerce international. Et je pense que c'est une sacrée responsabilité. »

### Dernières années

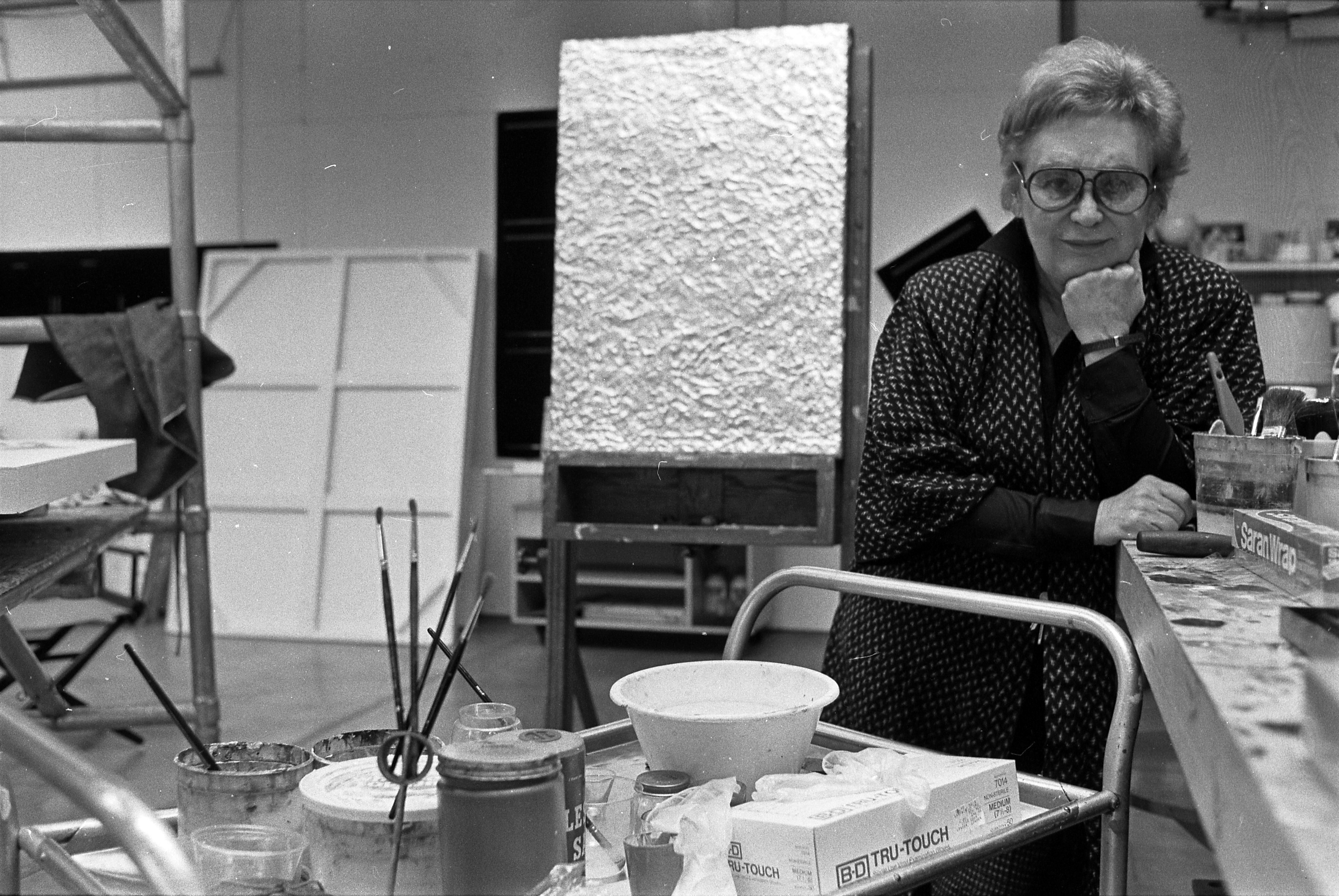
June Wayne dans son atelier de Los Angeles en 1984.

Malgré une décennie de lutte contre le cancer, Wayne a continué à travailler activement dans son atelier d'art Tamarind de Los Angeles jusqu'à l'âge de 90 ans. Parmi ses projets figure la peinture monumentale en styrène Propellar, qui incarne nombre de ses idées sur le mouvement, l'optique et le cosmos. En 2002, Wayne devient professeure de recherche au Rutgers Center for Innovative Print and Paper, de l'Université Rutgers. Elle fait également don d'un groupe de plus de 3 300 estampes, à la fois de sa main ou de celle d'autres artistes à cette institution, qui a créé le June Wayne Study Center and Archive pour héberger la collection.
Les amis et collectionneurs les plus proches de June Wayne à Los Angeles se réunissent en 1988 pour « June in June », un déjeuner en l'honneur de June Wayne à l'occasion de son 80e anniversaire. David Hockney et un total de 70 célébrants sont présents. L'événement, organisé par Robert et Barbara Barrett, a pour but de rendre hommage à June Wayne et de récolter des fonds pour acheter des œuvres de June Wayne pour la collection du Los Angeles County Museum of Art. Dix ans plus tard, le LACMA reconnaîtra l'ampleur de son œuvre en lui consacrant une rétrospective. À l'âge de 92 ans, Wayne assiste à l'exposition « June Wayne's Narrative Tapestries : Tidal, DNA, and the Cosmos » qui se tient à l'Art Institute of Chicago en 2010.
Wayne meurt dans son atelier de Tamarind à Los Angeles le 23 août 2011, avec sa fille et sa petite-fille à ses côtés,.

## Postérité

### Approche scientifique de l'art
« Ma méthode de travail est la méthode scientifique », affirme June Wayne. « Être un artiste, c'est un peu comme être un détective. La tâche de l'artiste consiste toujours à remarquer, digérer et commenter ce qui se passe. Nous le faisons, que nous en soyons conscients ou non. Mon modèle a toujours été Sherlock Holmes. Je suis toujours intéressé par le chien qui n'a pas aboyé dans la nuit. Que signifie une forme négative ? Je veux explorer la chose dont vous n'avez pas conscience. »
« Les avancées extraordinaires réalisées dans le domaine de l'exploration spatiale et de la génétique au milieu du XXe siècle ont été essentielles pour le processus artistique et l'art de Wayne, et son exploration de ces nouvelles découvertes a été unique. Ses connaissances scientifiques provenaient à la fois de ses lectures et de ses relations personnelles avec des scientifiques de premier plan. Dans les années 1950, elle se lie d'amitié avec Harrison Brown, un physicien nucléaire qui enseigne à l'Institut de technologie de Californie. Des amitiés ou des associations avec d'autres scientifiques ont suivi, notamment Richard Feynman, Jonas Salk, inventeur du vaccin contre la polio, et un certain nombre de contacts au Jet Propulsion Laboratory, qui est devenu le centre mondial de l'exploration spatiale dans les années 1960. »
« L'artiste erre dans ces zones de la pensée moderne où les différences entre l'art et la science, l'art et la musique, ou l'art et l'écriture s'estompent. C'est là que les innovations conceptuelles et techniques de Wayne sont susceptibles de se produire. Elle imagine les significations et les formes esthétiques des idées, que ce soit en physique quantique, dans les fugues ou dans les perturbations de la perception dues aux interférences optiques. Elle est également stimulée par des possibilités structurelles aussi distinctes que celles de la composition musicale ou de la conception de ponts et d'avions. La double hélice de l'ADN elle-même a été une source pour plusieurs années de création d'images par Wayne au début des années 1970. » Selon Jay Belloli, « alle a dépeint les découvertes scientifiques de manière poétique plutôt qu'illustrative [...] reconnaissant qu'une relation trop étroite avec les faits va à l'encontre des potentiels métaphysiques et esthétiques. »

### Prix et reconnaissance
En 1982, Wayne a été l'une des premières lauréates du prix Vesta, un prix annuel nouvellement créé par le Woman's Building de Los Angeles et décerné à des femmes ayant apporté une contribution exceptionnelle aux arts. En 1999, lors de sa rétrospective au LACMA, Wayne a été honoré par le conseil municipal de Los Angeles par une proclamation officielle initiée et parrainée par Joel Wachs (en), alors conseiller municipal. Dans les années 1990, Wayne a remporté le prix Art Table Award for Professional Contributions to the Visual Arts, le prix International Women's Forum Award for Women Who Make a Difference, et des Lifetime Achievement Awards du Neuberger Museum of Art et de LA ArtCore. En 2003, elle a reçu le Zimmerli Lifetime Achievement Award de la College Art Association (en) et, en 2009, elle a été récompensée par trois institutions — la Pollock-Krasner Foundation (en), le Center for the Study of Political Graphics et la Roski School of Fine Arts de l'université de Californie du Sud — ainsi que par des mentions élogieuses de la ville de West Hollywood et du comté de Los Angeles.
Elle a reçu des doctorats honorifiques de l'École de design de Rhode Island, du Moore College of Art and Design, du California College of the Arts et du Atlanta College of Fine Arts. Le 4 avril 2011, elle a été nommée chevalier de l'ordre des Arts et des Lettres par Frédéric Mitterrand, alors ministre français de la Culture. En 2018, à l'occasion du centenaire de sa naissance, Wayne a été honorée par le conseil municipal de Los Angeles par une proclamation officielle.

### Conservation de ses œuvres
Les œuvres de June Wayne sont conservées dans de nombreuses institutions muséales parmi lesquelles :
- États-Unis
  - Musée Amon Carter, Fort Worth[66]
  - Art Institute of Chicago, Chicago[67]
  - Arizona State University Art Museum, Tempe
  - Brodsky Center de l'université Rutgers, New Brunswick[68]
  - Fresno Art Museum (en), Fresno
  - Grunwald Center for the Graphic Arts du musée Hammer, Los Angeles
  - Houghton Library, Cambridge
  - Musée juif de New York, New York
  - Bibliothèque du Congrès, Washington, D.C.
  - Los Angeles County Museum of Art, Los Angeles
  - Musée d'Art contemporain de San Diego, San Diego
  - Museum of Modern Art, New York
  - National Gallery of Art, Washington, D.C.
  - Musée national d'histoire américaine, Washington, D.C.[69]
  - National Museum of Women in the Arts, Washington, D.C.
  - Neuberger Museum of Art, Purchase (New York)
  - New York Public Library, New York
  - Norton Simon Museum, Pasadena
  - Philadelphia Museum of Art, Philadelphie
  - Benton Museum of Art (en), Claremont (Californie)
  - Bibliothèque de l'université de Princeton, Princeton
  - Musée d'Art de San Diego, San Diego
  - Skirball Cultural Center, Los Angeles
  - Smithsonian American Art Museum, Washington, D.C.[70]
  - Whitney Museum of American Art, New York[71]
  - Zimmerli Art Museum, New Brunswick

- Australie
  - Galerie nationale d'Australie, Canberra
  - National Gallery of Victoria, Melbourne[72]
  - Queensland Art Gallery, Brisbane

- France
  - Bibliothèque nationale de France, Paris

- Royaume-Uni
  - British Museum, Londres
  - Victoria and Albert Museum, Londres